# 吉林鎮區 (北達科他州伯利縣)
吉林鎮區（英語：Ghylin Township）是位於美國北達科他州伯利縣的一個鎮區。

## 地方資料
吉林鎮區的面積為92.32平方千米，皆為陸地。根據2010年美國人口普查的數據，當地共有人口41人，而人口密度為每平方千米0.44人。